# Hoces del río Júcar
Hoces del río Júcar este o arie protejată (arie specială de conservare — SAC, sit de importanță comunitară — SCI, arie de protecție specială avifaunistică — SPA) din Spania întinsă pe o suprafață de 17.939,42 ha, integral pe uscat.

## Localizare
Centrul sitului Hoces del río Júcar este situat la coordonatele 39°11′N 1°22′W / 39.18°N 1.37°V.

## Înființare
Situl Hoces del río Júcar a fost declarat sit de importanță comunitară în decembrie 1997 pentru a proteja 11 specii de animale. Alte tipuri de protecție:
- arie de protecție specială avifaunistică (în iulie 2005)[2]
- arie specială de conservare (în decembrie 2016)[1][3][4]

## Biodiversitate
Situată în ecoregiunea mediteraneană, aria protejată conține 17 habitate naturale: Liziere de ierburi înalte hidrofile de câmpie și de nivel montan până la alpin, Matorral arborescenți cu Juniperus spp., Galerii de Salix alba și de Populus alba, Lande oro-mediteraneene cu formațiuni endemice de grozamă, Tufărișuri halo-nitrofile (Pegano-Salsoletea), Păduri de Quercus ilex și Quercus rotundifolia, Pajiști umede mediteraneene cu ierburi înalte de Molinio-Holoschoenion, Pseudostepă cu ierburi și specii anuale de Thero-Brachypodietea, Păduri iberice de Quercus faginea și Quercus canariensis, Mlaștini calcaroase cu Cladium mariscus și specii de Caricion davallianae, Păduri termofile cu Fraxinus angustifolia, Izvoare petrifiante cu formare de travertin (Cratoneurion), Pante stâncoase calcaroase cu vegetație casmofită, Galerii și tufărișuri riverane sudice (Nerio-Tamaricetea și Securinegion tinctoriae), Ape puternic oligomezotrofe cu vegetație bentonică cu Chara spp., Lacuri eutrofice naturale cu vegetație de tip Magnopotamion sau Hydrocharition, Păduri de pin mediteraneene cu pini mezogeni endemici.
La baza desemnării sitului se află mai multe specii protejate:
- păsări (7): acvilă de munte (Aquila chrysaetos), buha (Bubo bubo), Falco naumanni, șoim călător (Falco peregrinus), Hieraaetus fasciatus, Pyrrhocorax pyrrhocorax, turturică (Streptopelia turtur)
- mamifere (1): vidră de râu (Lutra lutra)
- pești (2): zvârluga (Cobitis taenia), Parachondrostoma turiense
- reptile (1): Mauremys leprosa

Pe lângă speciile protejate, pe teritoriul sitului au mai fost identificate 24 de specii de plante, 1 specie de amfibieni, 1 specie de pești, 2 specii de reptile.